# V Premis de Cinematografia de la Generalitat de Catalunya
Els V Premis de Cinematografia de la Generalitat de Catalunya foren convocats pel Departament de Cultura de la Generalitat de Catalunya el 1987. Aquests premis tenien la doble missió d'estimular la quantitat i abonar la normalització lingüística, a part dels ajuts institucionals que rebien totes les pel·lícules fetes per productores de cinema catalanes. Es van concedir un total de 10 premis amb dotació econòmica, per 10.750.000 pessetes, i dos extraordinaris sense dotació econòmica. El jurat està format per diferents professionals del sector com Carles Mira, Francesc Olivella, Jaume Figueres, Miquel Porter i Moix, Albert Herbera, Enrique Viciano, Joan Minguell i Soriano, Antoni Kirchner i Masdeu i Teresa Gimpera, presidits pel subdirector de vídeo i cinema Josep Maria Forn.
La cerimònia d'entrega dels premis va tenir lloc el 9 de març de 1987 al Saló Sant Jordi del Palau de la Generalitat de Catalunya i foren entregats en persona pel President de la Generalitat de Catalunya Jordi Pujol i Soley.

## Guardons
| Categoria | Premiat                                                           | Premi          |
| --- | ----------------------------------------------------------------- | -------------- |
| Premi al millor llargmetratge                                                                                | Angoixa de Bigas Luna                                             | 5.000.000 ptes |
| Premi al millor curtmetratge                                                                                 | El sistema Robert Hein de Luis Aller                              | 1.000.000 pts  |
| Premi a la distribuïdora que més ha contribuït a la difusió del cinema en català                             | OPAL Films SA/NOU Films SA                                        | 1.000.000 pts  |
| Premi a la millor sala exhibidora de Catalunya que més ha contribuït a la promoció del cinema en català      | Cinema Ateneu, de la Selva del Camp                               | 1.000.000 pts  |
| Premi al millor director                                                                                     | Jesús Garay per Més enllà de la passió                            | 500.000 pts    |
| Premi al millor tècnic                                                                                       | Tomàs Pladevall Fontanet per Bar-cel-ona i Més enllà de la passió | 500.000 pts    |
| Premi al millor actor                                                                                        | Sergi Mateu per La ràdio folla                                    | 500.000 pts    |
| Premi a la millor actriu                                                                                     | Núria Hosta per La rossa del bar                                  | 500.000 pts    |
| Premi a la millor contribució personal o col·lectiva que incrementi el patrimoni cinematogràfic de Catalunya | Equip organitzador del Festival de Cinema Fantàstic de Sitges     | 500.000 pts    |
| Premi al cine-club que s'hagi destacat en la seva tasca de formació                                          | Cine Club Ateneu d'Igualada                                       | 250.000 pts    |
| Premi extraordinari                                                                                          | Francesc Rovira Beleta i Delmiro de Caralt                        | -              |